# Angelo Pallavicini
Angelo Pallavicini (* 29. Juli 1948 in Dietikon) ist ein Unternehmer und ehemaliger Schweizer Automobilrennfahrer.

## Karriere
Angelo Pallavicini startete seine Rennfahrerkarriere 1972 im Tourenwagen-Motorsport.
Seine ersten Motorsporterfahrungen sammelte er in Einzelrennen und in der Tourenwagen-Europameisterschaft, in der er bis 1974 mit einem BMW 2002 und später BMW 3.0 CSL bei einigen Rennen antrat. 1975 fuhr er mit einem Porsche 911 Carrera RS 3.0 in der Europameisterschaft für GT-Fahrzeuge und in der 2. Division des Deutschen Automobil-Rundstrecken-Pokals (DARM). Ein Jahr später startete er mit einem Porsche 934 in der GT-Europameisterschaft. In der Saison 1976 erreichte er mit dem 5. Rang sein bestes Ergebnis in dieser Rennserie.
In dem Jahr feierte Pallavicini in Hockenheim auf einem Porsche 934 seinen ersten Gesamtsieg in einem Einzelrennen. Nach dem Ende der GT-Europameisterschaft trat er 1977 in verschiedenen Rennen im Deutschen Automobil-Rundstrecken-Pokal und in der Tourenwagen-Europameisterschaft an, in denen er einen Porsche 934 und BMW 2002 einsetzte. 1981 fuhr er mit einem BMW 320i auf dem Salzburgring und in Brno seine letzten Grand Prix-Rennen in der Tourenwagen-Europameisterschaft. Seinen Sieg in Hockenheim konnte er in zwei weiteren GT-Einzelrennen 1977 und 1981 wiederholen.
Von 1972 bis 1981 fuhr er in der Deutschen Rennsport-Meisterschaft (DRM). Bis 1974 trat er dort mit einem BMW 2002 in der 2. Division an. Nach einer Unterbrechung im Jahr 1975 wechselte er 1976 auf einen Porsche 934, mit dem er bis 1980 an einigen Rennläufen meistens in Hockenheim, teilnahm und einige Platzierungen unter den besten zehn Fahrern erreichte. 1981 fuhr er sein letztes DRM-Rennen in Hockenheim mit einem BMW 320i Turbo in der 2. Division, das er mit dem sechsten Platz beendete.
Sein erstes Langstreckenrennen in der Sportwagen-Weltmeisterschaft bestritt Pallavicini 1977 zusammen mit Claude Haldi beim 6-Stunden-Rennen von Brands Hatch. Dort konnten beide ihren Porsche 934 auf einem 6. Rang und den GT-Klassensieg pilotieren.
Im Folgejahr konnte er zusammen mit seinen Fahrerkollegen wie Marco Vanoli, Enzo Calderari, Peter Bernhard und Edi Kofel seine Rennerfolge fortsetzen und in den 6-Stunden-Rennen von Dijon, Misano und Vallelunga jeweils den Sieg in der GT-Klasse feiern.
1979 konnte er mit einem Porsche 911 Carrera RSR 3.0 beim 6-Stunden-Rennen von Mugello mit Marco Vanoli einen weiteren GT-Klassensieg gewinnen. Darüber hinaus startete er mit Enzo Calderari und Marco Vanoli beim 24-Stunden-Rennen von Daytona mit einem Porsche 934 in der GTO-Klasse und erreichte einen 10. Gesamtplatz. Dieses Ergebnis war zugleich seine beste Platzierung in Daytona.
In den beiden folgenden Jahren konnte er mit Herbert Müller und Edgar Dören drei weitere Siegen in den Markenweltmeisterschafts-Läufen in Brands Hatch, auf dem Nürburgring und in Pergusa in der GT-Klasse erringen.
1982 wechselte Pallavicini auf einen Porsche 935, mit dem er ohne Erfolg zwei Sportwagen-Weltmeisterschaft-Rennen in der Gruppe 5 fuhr. 1984 startete er zusammen mit Vittorio Coggiola („Victor“), Gianni Giudici und Bruno Rebai mit einem Porsche 935 in der GTX-Klasse und gewann den Klassensieg in den 1000-km-Rennen von Brands Hatch, Spa-Francorchamps und Imola.
1986 stieg er auf einen URD C83 um und fuhr mit Jens Winther bei seinen letzten Markenweltmeisterschafts-1000-km-Rennen am Nürburgring und in Spa-Francorchamps in der Gruppe C auf die Plätze 9 und 17.
In den folgenden zwei Jahren fuhr er mit einem Alba AR2 und Tiga GT285 jeweils das 24-Stunden-Rennen von Daytona und das 12-Stunden-Rennen von Sebring in der Gruppe C Lights der IMSA-Rennserie. In diesen beiden IMSA-Rennen nahm er bereits früher seit 1981 zunächst mit Porsche-Rennwagen und 1984 mit einem BMW M1 unregelmäßig teil. 1988, in seinem letzten Rennen in Sebring pilotierte er seinen Tiga GT285 auf den 13. Rang. Danach beendete er seine Rennfahrerkarriere.
Sein größter Motorsporterfolg war 1979 zusammen mit seinen Fahrerkollegen Herbert Müller und Marco Vanoli der vierte Gesamtplatz und der Sieg in der GT+3.0-Klasse beim 24-Stunden-Rennen von Le Mans. Insgesamt startete er von 1977 bis 1985 viermal in Le Mans, von denen er nur 1979 das Rennen beenden konnte.
Heute betreibt Pallavicini in Dietikon ein Autohaus.

## Statistik

### Le-Mans-Ergebnisse
| Jahr | Team                  | Fahrzeug    | Teamkollege              | Teamkollege    | Platzierung            | Ausfallgrund |
| ---- | --------------------- | ----------- | ------------------------ | -------------- | ---------------------- | ------------ |
| 1977 | Schiller Racing       | Porsche 934 | Claude Haldi             | Florian Vetsch | Ausfall                | Motorschaden |
| 1979 | Lubrifilm Racing Team | Porsche 934 | Herbert Müller           | Marco Vanoli   | Rang 4 und Klassensieg |              |
| 1983 | Angelo Pallavicini    | BMW M1      | Leopold Prinz von Bayern | Jens Winther   | Ausfall                | Schaltung    |
| 1985 | Angelo Pallavicini    | BMW M1      | Enzo Calderari           | Marco Vanoli   | Ausfall                | Motorschaden |

### Sebring-Ergebnisse
| Jahr | Team                 | Fahrzeug    | Teamkollege | Teamkollege       | Teamkollege     | Platzierung | Ausfallgrund |
| ---- | -------------------- | ----------- | ----------- | ----------------- | --------------- | ----------- | ------------ |
| 1981 | Angelo Pallavicini   | Porsche 934 | Neil Crang  | Dan Simpson       |                 | Ausfall     | Defekt       |
| 1982 | Angelo Pallavicini   | Porsche 935 | Neil Crang  | John Sheldon      |                 | Ausfall     | Defekt       |
| 1984 | Bieri Racing         | BMW M1      | Uli Bieri   | Matt Gysler       |                 | Rang 30     |              |
| 1987 | Bieri Racing         | Alba AR2    | Uli Bieri   | David Murry       |                 | Ausfall     | Motorschaden |
| 1988 | Gaston Andrey Racing | Tiga GT286  | Uli Bieri   | Paolo Guatamacchi | Martino Finotto | Rang 13     |              |

### Einzelergebnisse in der Sportwagen-Weltmeisterschaft
| Saison | Team                                                 | Rennwagen                       | 1   | 2   | 3   | 4   | 5   | 6   | 7   | 8   | 9   | 10  | 11  | 12  | 13  | 14  | 15  | 16  | 17  |
| ------ | ---------------------------------------------------- | ------------------------------- | --- | --- | --- | --- | --- | --- | --- | --- | --- | --- | --- | --- | --- | --- | --- | --- | --- |
| 1977   | Schiller Racing Angelo Pallavicini                   | Porsche 934                     | DAY | MUG | DIJ | MON | SIL | NÜR | VAL | PER | WAT | EST | LEC | MOS | IMO | SAL | BRH | HOK | VAL |
| 1977   | Schiller Racing Angelo Pallavicini                   | Porsche 934                     |     |     |     |     |     |     |     |     |     |     |     |     |     |     | 6   | 10  |     |
| 1978   | Angelo Pallavicini Meccarillos Racing Pallvano Corse | Porsche 934                     | DAY | SEB | MUG | TAL | DIJ | SIL | NÜR | LEM | MIS | DAY | WAT | VAL | ROD |     |     |     |     |
| 1978   | Angelo Pallavicini Meccarillos Racing Pallvano Corse | Porsche 934                     |     |     | DNF |     | 8   | 8   | 28  |     | 7   |     | 18  | 9   |     |     |     |     |     |
| 1979   | Lubrifilm Racing Angelo Pallavicini                  | Porsche 934 Porsche Carrera RSR | DAY | SEB | MUG | TAL | DIJ | RIV | SIL | NÜR | LEM | PER | DAY | WAT | SPA | BRH | ROA | VAL | ELS |
| 1979   | Lubrifilm Racing Angelo Pallavicini                  | Porsche 934 Porsche Carrera RSR | 10  |     | 5   |     | 11  |     | DNF | 10  | 4   | 3   |     |     |     | 9   |     | 12  |     |
| 1980   | Toyota Village Lubrifilm Racing                      | Porsche 934                     | DAY | BRH | SEB | MUG | MON | RIV | SIL | NÜR | LEM | DAY | WAT | SPA | MOS | ROA | VAL | DIJ |     |
| 1980   | Toyota Village Lubrifilm Racing                      | Porsche 934                     | 63  | 8   |     |     |     |     |     | 12  |     |     |     |     |     |     | 11  | 12  |     |
| 1981   | Angelo Pallavicini                                   | Porsche 934                     | DAY | SEB | MUG | MON | RIV | SIL | NÜR | LEM | PER | DAY | WAT | SPA | MOS | ROA | BRH |     |     |
| 1981   | Angelo Pallavicini                                   | Porsche 934                     | DNF | DNF |     |     |     | 14  |     |     | 4   |     |     |     |     |     | 14  |     |     |
| 1982   | Vittorio Coggiola                                    | Porsche 935                     | MON | SIL | NÜR | LEM | SPA | MUG | FUJ | BRH |     |     |     |     |     |     |     |     |     |
| 1982   | Vittorio Coggiola                                    | Porsche 935                     | DNF |     |     |     |     |     |     |     |     |     |     |     |     |     |     |     |     |
| 1983   | Angelo Pallavicini                                   | BMW M1                          | MON | SIL | NÜR | LEM | SPA | FUJ | KYA |     |     |     |     |     |     |     |     |     |     |
| 1983   | Angelo Pallavicini                                   | BMW M1                          | DNF |     |     |     |     |     |     |     |     |     |     |     |     |     |     |     |     |
| 1984   | Vittorio Coggiola                                    | Porsche 935                     | MON | SIL | LEM | NÜR | BRH | MOS | SPA | IMO | FUJ | KYA | SAN |     |     |     |     |     |     |
| 1984   | Vittorio Coggiola                                    | Porsche 935                     |     |     |     | 20  | 13  |     | 11  | 12  |     |     |     |     |     |     |     |     |     |
| 1985   | Angelo Pallavicini Vittorio Coggiola                 | BMW M1 Porsche 935              | MUG | MON | SIL | LEM | HOK | MOS | SPA | BRH | FUJ | SEL |     |     |     |     |     |     |     |
| 1985   | Angelo Pallavicini Vittorio Coggiola                 | BMW M1 Porsche 935              |     |     |     | DNF | DNF |     |     |     |     |     |     |     |     |     |     |     |     |
| 1986   | Jens Winther                                         | URD C83                         | MON | SIL | LEM | NÜN | BRH | JER | NÜR | SPA | FUJ |     |     |     |     |     |     |     |     |
| 1986   | Jens Winther                                         | URD C83                         |     |     |     |     |     |     | 9   | 17  |     |     |     |     |     |     |     |     |     |